# Frederik Ferdinand van Denemarken

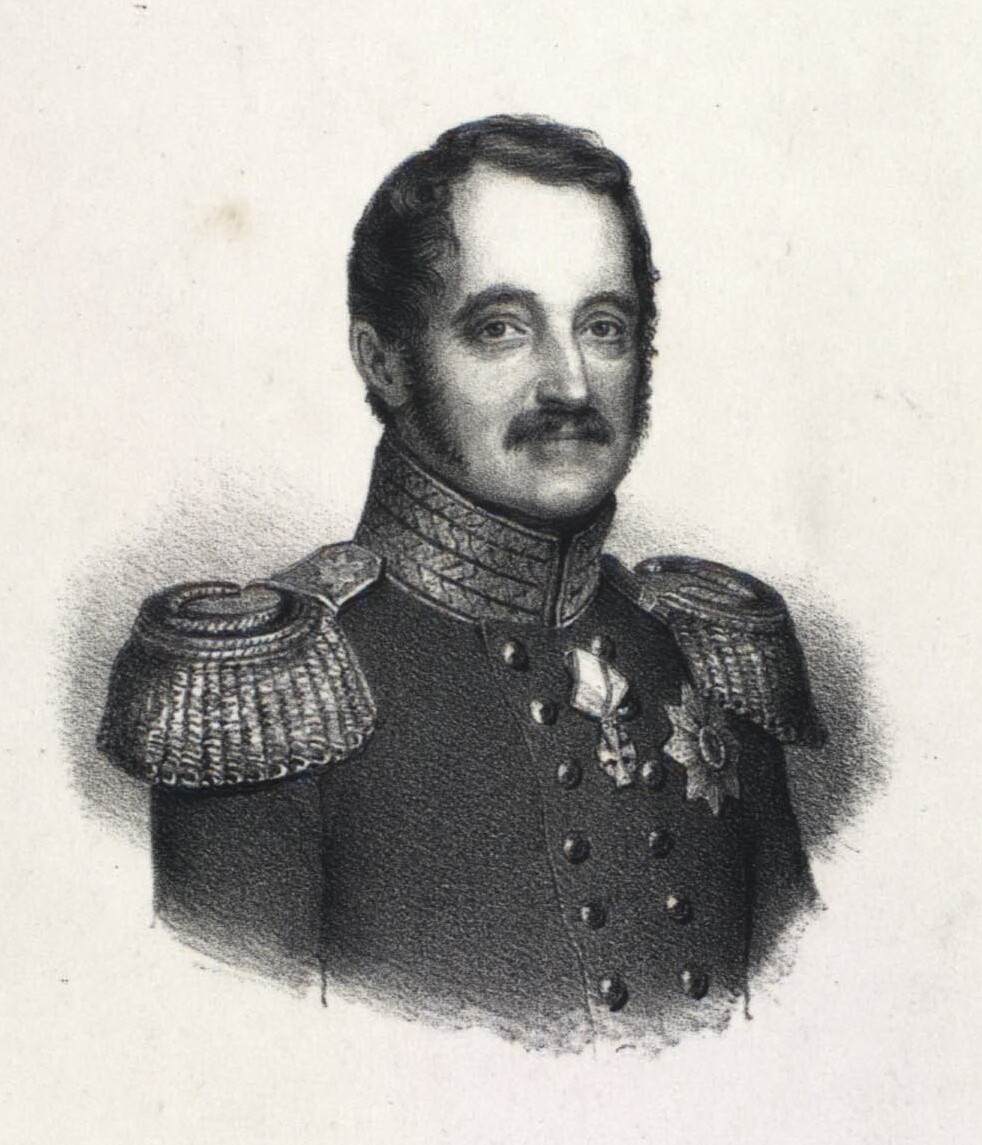
Kroonprins Frederik Ferdinand van Denemarken.

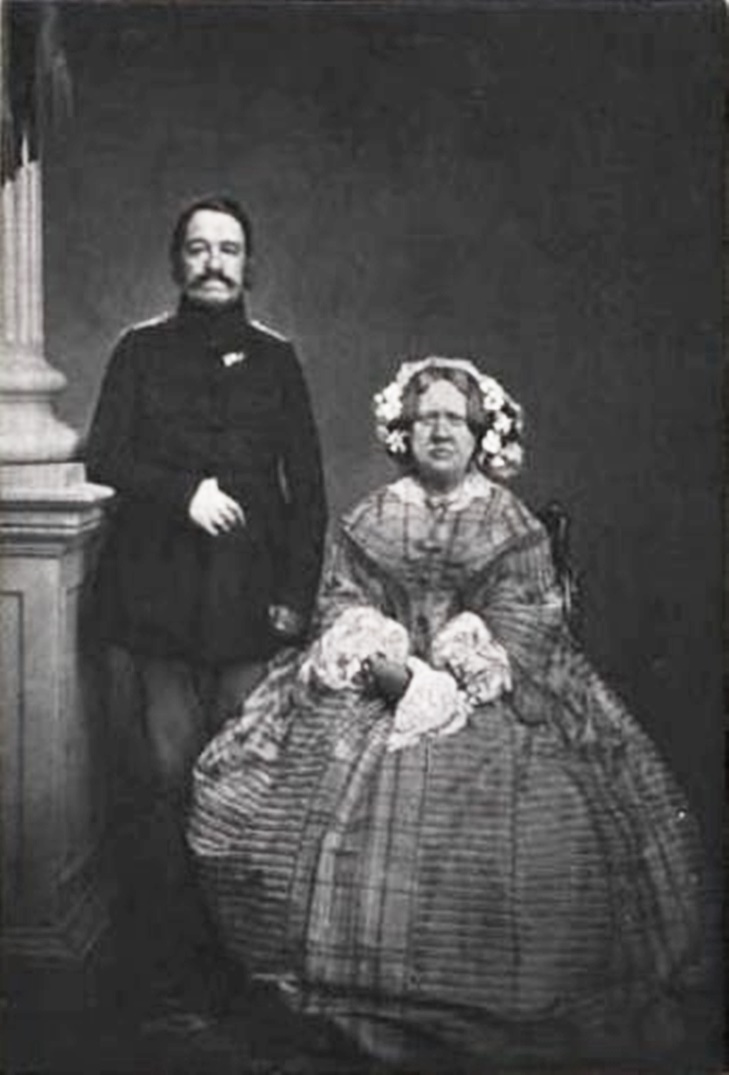
Foto van Frederik Ferdinand van Denemarken en zijn echtgenote Carolina van Denemarken.

Frederik Ferdinand van Denemarken (Kopenhagen, 22 november 1792 — aldaar, 29 juni 1863) was van 1848 tot aan zijn dood kroonprins van Denemarken. Hij behoorde tot het Huis Oldenburg.

## Levensloop
Frederik Ferdinand werd geboren op paleis Christiansborg als jongste kind van prins Frederik van Denemarken uit diens huwelijk met Sophia Frederika van Mecklenburg-Schwerin, dochter van erfprins Lodewijk van Mecklenburg-Schwerin. Zijn vader was van 1772 tot 1784 regent van Denemarken namens zijn mentaal zieke halfbroer Christiaan VII, totdat diens zoon Frederik de macht overnam. Vanaf dan had zijn vader geen invloed meer aan het Deense hof. Omdat de toekomstige koning Frederik VI echter geen mannelijke erfgenamen had, zag het er naar uit dat prins Frederik en zijn zonen als nauwste verwanten de Deense troon zouden erven. 
In 1794 brandde het Paleis van Christiansborg af, waarna de jonge Frederik Ferdinand en zijn familie naar paleis Amalienborg verhuisden, waar hij opgroeide. Tijdens de zomer verbleef de familie op Slot Sorgenfri.
In 1803 werd hij benoemd tot officier in het Deense leger, in 1806 gevolgd door zijn promotie tot generaal-majoor. Een jaar later kwam hij aan het hoofd van het pas opgerichte dragondersregiment Frederik Ferdinand, in 1814 werd hij luitenant-generaal en in 1829 generaal. Op 1 augustus van datzelfde jaar huwde hij op het Slot van Frederiksberg met zijn volle nicht Carolina van Denemarken (1793-1881), de dochter van koning Frederik VI. Het huwelijk bleef kinderloos. In 1839 werd hij generaal-commandant van Noord-Jutland.
Na de dood van koning Frederik VI in 1839 werd Frederik Ferdinands oudere broer Christiaan VIII de nieuwe koning van Denemarken. Die benoemde hem in 1840 tot generaal-commandant van Seeland, wat hij bleef tot aan zijn dood. Ook zetelde hij in de Deense Geheimraad.
Nadat Christiaan VIII in 1848 overleed, kwam diens zoon Frederik VII aan de macht. Omdat ook die geen mannelijke nakomelingen had, werd Frederik Ferdinand de nieuwe kroonprins van Denemarken. Toen in 1853 in Kopenhagen een choleraepidemie uitbrak, bleven hij en zijn echtgenote in de stad, wat hen veel waardering opleverde.
Frederik Ferdinand bleef kroonprins totdat hij in juni 1863 overleed aan beroerte, vijf maanden voor de dood van zijn neef Frederik VII. Na diens overlijden stierf de hoofdlinie van het Huis Oldenburg uit, waarna zijn nauwst verwante mannelijke familielid, prins Christiaan van Sleeswijk-Holstein-Sonderburg-Glücksburg, de nieuwe koning van Denemarken werd. Omdat Sleeswijk-Holstein daardoor dreigde geïntegreerd te worden in Denemarken, leidde de erfopvolging tot de Tweede Duits-Deense Oorlog. Frederik Ferdinand werd bijgezet in de kathedraal van Roskilde.